# Charles André (astronome)
Pour les articles homonymes, voir Charles André (homonymie) et André.
Charles Louis François André, dit Charles André, né à Chauny le 14 mars 1842 et décédé à Saint-Genis-Laval le 6 juin 1912, est un astronome français, fondateur de l’observatoire de Lyon et directeur de ce dernier de 1878 à 1912.

## Biographie
Charles Louis François André est le fils de Louis François Alexandre André, horloger à Chauny, et de Pacidie Godet. Il commence ses études à l'institution privée catholique Saint-Charles et est admis, en 1861, à la fois à l’École polytechnique et à l’École normale supérieure. Il opte pour cette dernière dont il sort agrégé de physique en 1863. Il commence sa carrière comme stagiaire-préparateur d'Éleuthère Mascart au Collège de France, puis comme professeur de physique au lycée de Nevers, mais est attiré très tôt par l’astronomie,,.

### Observatoire de Paris
Charles André est nommé astronome adjoint à l'observatoire de Paris le 11 septembre 1865 sous la direction d'Urbain Le Verrier où il est formé à la spectroscopie par Charles Wolf. En 1874, il est choisi pour diriger l'expédition envoyée à Nouméa pour observer le transit de Vénus devant le Soleil,,,. Ses résultats donnent une parallaxe solaire peu précise de 8,88″ (la valeur admise aujourd'hui est d'environ 8,79″) mais André parvient à identifier la source instrumentale de son erreur. Il entreprend alors d’étudier les phénomènes de diffraction dans les instruments d’optique et en fait le sujet de sa thèse qui lui permet d’obtenir son doctorat en 1876,,.
En juillet 1876, André écrit au ministre pour demander la création d'un observatoire à Lyon et propose ses services pour y participer (cela lui permettant aussi de s'éloigner de l'observatoire de Paris et des fortes tensions avec Le Verrier). En décembre 1877, André est nommé professeur d'astronomie physique à la faculté des sciences de Lyon et entre ensuite dans la commission d’étude chargée de l'implantation du nouvel observatoire. Les géodésiens militaires, sous la direction de François Perrier, membre du Bureau des Longitudes, font le choix de Saint-Genis-Laval, au détriment de Sainte-Foy-lès-Lyon, d'abord envisagé.
Dans la perspective de la création d'un réseau d'observatoires en province, le gouvernement français charge Charles André, Alfred Angot et Georges Rayet de réaliser une enquête sur les observatoires étrangers. Ce travail mènera à la publication d'un ouvrage en cinq volumes publiés de 1874 à 1878 : L’Astronomie pratique et les laboratoires en Europe et en Amérique depuis le 17e siècle jusqu’à nos jours,.
En 1878, il part à nouveau en mission pour observer à Ogden, dans l'Utah, le passage de Mercure devant le Soleil mais les observations sont impossibles en raison d'une tempête de neige,.

### Observatoire de Lyon
Charles André est nommé directeur de l'observatoire de Lyon le 16 janvier 1879, quelques mois après sa création par décret. André prépare et suit sa construction en même temps qu'il forme et embauche des personnels. Parmi ses élèves se trouvent notamment François Gonnessiat, Georges Le Cadet et Émile Marchand. De 1879 à 1900, l'équipement du nouveau site se fait progressivement : transfert des instruments, construction des pavillons météorologiques et du petit méridien en 1879 ; construction du bâtiment administratif et de la maison du directeur en 1880 ; mise en service du petit équatorial Brunner de 160 mm sous sa coupole en 1881 ; creusement de la galerie souterraine destinée aux expériences d'optique instrumentale en 1882 ; construction de la lunette équatoriale coudée de 1885 à 1887, etc.
En plus des installations à Saint-Genis-Laval, des stations météorologiques sont construites au parc de la Tête d'or à Lyon et au Mont Verdun. Elles permettent à André de publier des travaux sur le climat de la région lyonnaise, sur l'influence de l'altitude sur la température et sur les relations des phénomènes météorologiques déduites de leurs variations diurnes et annuelles. En plus de ses travaux d'astronomie, il étudie également le magnétisme terrestre et la télégraphie sans fil.
Élu à l'Académie des sciences, belles-lettres et arts de Lyon en 1878, il y publiera 27 mémoires reflétant la diversité de ses travaux : météorologie, conséquence de l'éruption du Krakatoa en 1883 sur l'atmosphère, magnétisme, critique des théories de Percival Lowell, comète de Halley, etc. 
Parallèlement à ses activités à l'observatoire, il est élu conseiller municipal sur la liste d'Antoine Gailleton en 1881. Son principal dossier est alors le développement des établissements d'enseignements .

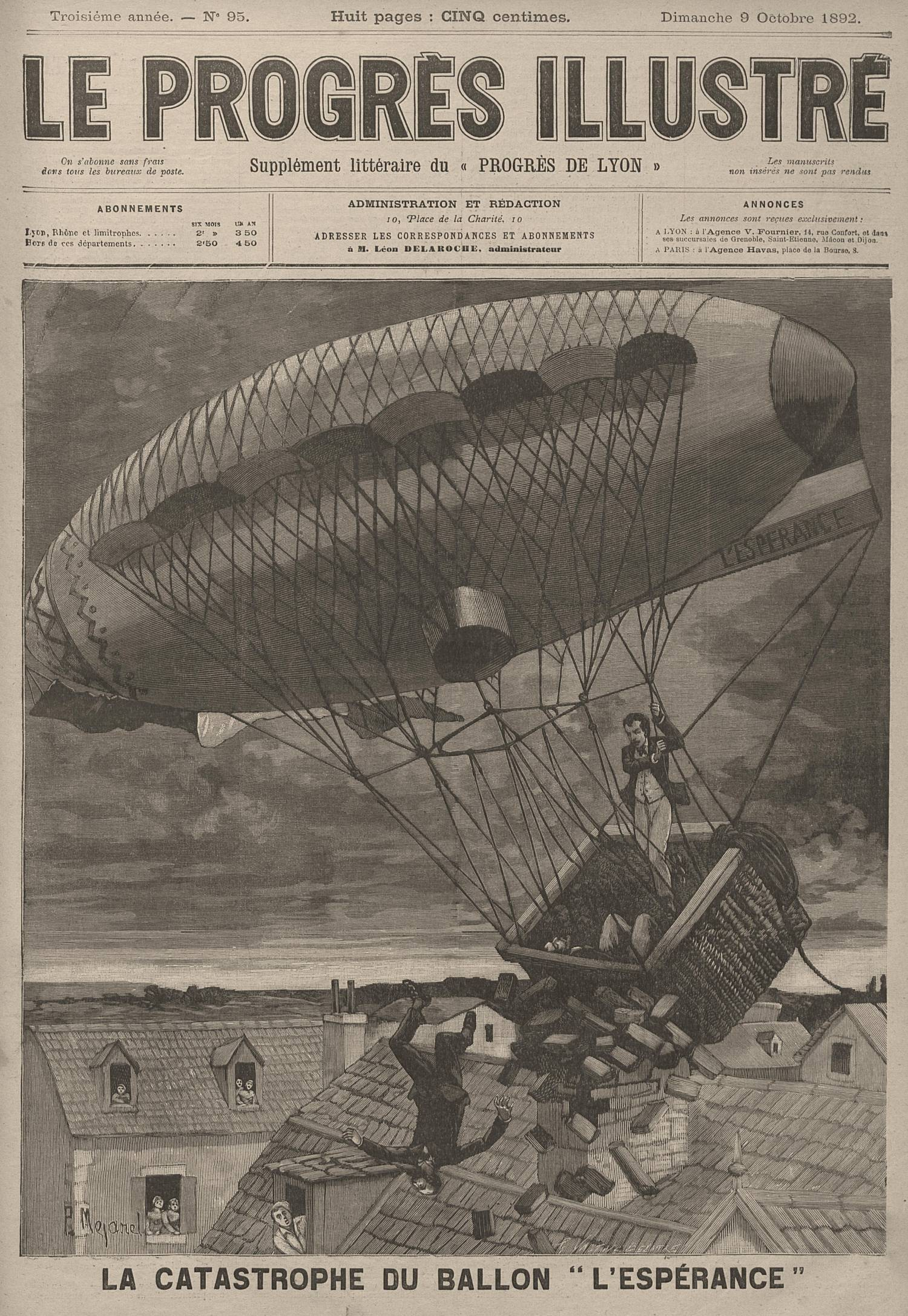
Accident du ballon L’Espérance.

Le 27 septembre 1892, André réalise une ascension en ballon avec Le Cadet sous le pilotage de l'aéronaute Jean-Claude Pompeïen-Piraud, pour étudier l'électricité atmosphérique. Une heure après son décollage du parc de la Tête d'or, l'aérostat nommé L'Espérance s'écrase sur la ferme de Mont-de-Mangue à Relevant, village proche de Châtillon-sur-Chalaronne, blessant André et Piraud,,. Tous deux s'accusèrent mutuellement d'être à l'origine de l'accident et portèrent l'affaire en justice.
En 1905, il dirige une mission en Espagne dans la région de Tortosa pour observer l'éclipse totale du Soleil du 30 août. Il publie également une étude de la variation de luminosité de l'astéroïde (433) Éros.

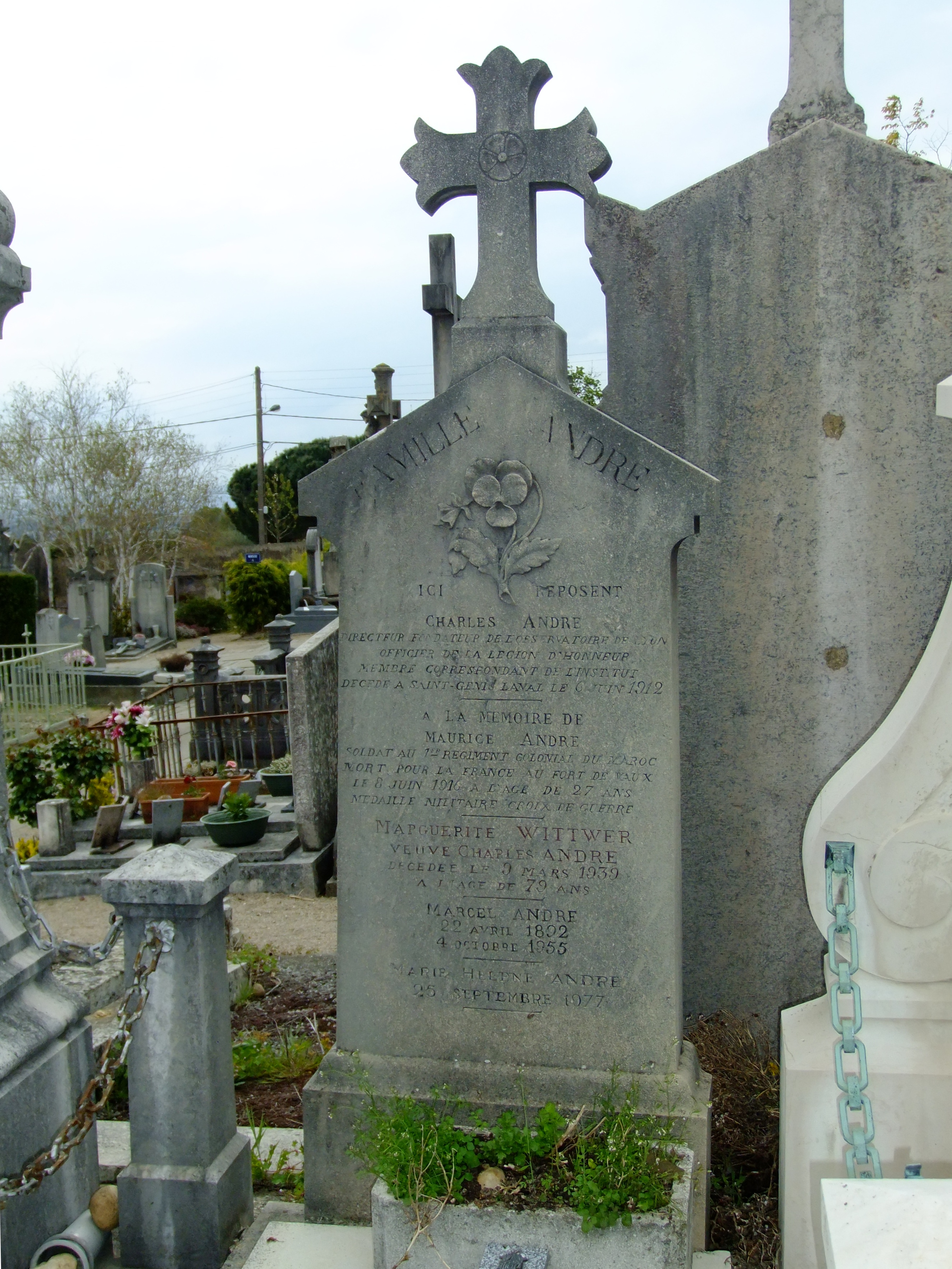
Tombe de Charles André, à St-Genis-Laval

Charles André est un scientifique et professeur très apprécié mais l'administration le juge « peu agréable » et de « mauvaise volonté » dans ses obligations de directeur. Il décède subitement dans sa maison de l'observatoire le 6 juin 1912 à l'âge de 70 ans alors qu'il allait être nommé professeur honoraire,. Son éloge funèbre fut prononcé par son adjoint Michel Luizet.

## Publications notables
- 1869 : Traduction en français du Traité d'astronomie sphérique et d'astronomie pratique de Brünnow
- 1876 : Étude de la diffraction dans les instruments d'optiques ; son influence dans les observations astronomiques (thèse)
- 1880 : Recherche sur le climat lyonnais
- 1884 : Note sur les oscillations barométriques produites par l'éruption du Krakatoa
- 1884 : Annales de l'observatoire de Lyon
- 1888 : Influence de l'altitude sur la température
- 1889 : Comparaison des effets optiques des petits et grands instruments d'astronomie
- 1890 : Éléments du magnétisme terrestre à Lyon
- 1899 : Traité d'astronomie stellaire - Étoiles simples
- 1901 : Traité d'astronomie stellaire - Étoiles doubles et multiples, amas stellaires
- 1909 : Les planètes et leur origine. Gauthier-Villars, Paris (disponible en ligne sur LillOnum)
- 1888-1912 : Travaux de l'observatoire de Lyon (cinq volumes)
- 1912 : Sur l'évolution des monde

## Distinctions
- Prix Lalande (1874), prix Trémont (1876) puis prix Valz (1901) de l'Académie des sciences[11].
- Membre d'honneur de la Société française de photographie (1877)[11].
- Membre émérite de l'Académie des sciences, belles-lettres et arts de Lyon (1878)[1],[11].
- Membre de la Société d'anthropologie de Lyon (1881) et de la Société de géographie de Lyon (1892)[11].
- Correspondant du Bureau des longitudes (1889) et de l'Académie des sciences (1902)[11],[12].
- Chevalier (1878) puis officier de la Légion d’honneur (1906)[1],[11].
- La rue qui mène au site historique de l'observatoire de Lyon porte le nom d'avenue Charles André.